# Shadaab - Abhik
Shadaab - Abhik es un dúo musical indio integrado por Shadaab Hashmi y Abhik Chatterjee, intérpretes para la industria cinematográfica de la India.

## Carrera
El dúo saltó a la fama, cuando empezaron a componer para la banda sonora de la película Hai Toh Jeena Thok Daal (2012), que incluye el exitoso tema musical titulado "Palang Tod". Son conocidos dentro de la industria por su versatilidad y capacidad potencial para crear chartbusters. También han compuesto otro tema musical titulado "Chak Chak Dhin", para el Mundial de Hockey de la Seri del torneo de 2012, para el equipo de infantes de marina de Mumbai. tournament, 2012 for team Mumbai Marines.

## Otros actos
Shadaab Hashmi, ha sido el dúo anfitrión para la Serie del campeonato Mundial del torneo de Hockey 2012. Abhik ha participado en la elaboración de los populares cortometrajes independientes como en "Girl in Bombay, That" y "Gurpal Singh and Preet Kaur". and "Gurpal Singh and Preet Kaur".

## Discografía

### Director de música (Shadaab - Abhik)
- Jeena Hai Toh Thok Daal (2012)
- Gurpal SIngh and Preet Kaur (2012)
- World Series Hockey, Mumbai Marines Theme (2012)
- Girl in Bombay, That (2012)
- Muskan (Documentary) (2011)

### Letrista(Shadaab - Abhik)
- Jeena Hai Toh Thok Daal (2012)

### Cantante de playback (Shadaab - Abhik)
- Jeena Hai Toh Thok Daal (2012)
- Gurpal SIngh and Preet Kaur (2012)

### Actor (Shadaab Hashmi)
- Gurpal SIngh and Preet Kaur (2012)
- Girl in Bombay, That (Voice) (2012)

### Actor (Abhik Chatterjee)
- Gurpal SIngh and Preet Kaur (Gurpal Singh) (2012)
- Girl in Bombay, That (Narrator) (2012)